# Britisk Indien
Britisk Indien (en: British India eller British Raj) er betegnelsen på Storbritanniens tidligere koloniområde på det indiske subkontinent.
Ved en vedtagelse i det britiske parlament den 2. august 1858 blev Britisk Indien formelt nedlagt, og området lagt under den britiske krone. Afgørelsen fik virkning fra 1. november samme år. Før dette var forvaltningen af de britiske områder henlagt til Det britiske ostindiske kompagni. Den britiske koloniadministration blev kaldt British Raj, og området blev efterhånden betegnet som juvelen i kronen i det britiske imperium. Britisk Indien blev opløst i tiden efter anden verdenskrig, da området blev opdelt i en række selvstændige stater.

## Geografi
Britisk Indien omfattede det, som i dag er Indien, Pakistan, Bangladesh og dele af Burma (Myanmar). Ceylon (Sri Lanka) var også britisk koloni, men indgik ikke i Britisk Indien. Nepal i nord var på papiret en selvstændig stat, men briterne havde stærk indflydelse på landets styre. Sikkim var et britisk protektorat.

Dele af området udgjordes af vasalstater – se De indiske fyrstestater – men ellers var området inddelt i provinser.

## Historie
- 18. februar 1665: Portugal afstod Bombay til briterne.
- 1690 Briterne grundlagde Calcutta, der i dag hedder Kolkata.
- 12. august 1765: Det britiske ostindiske kompagni overtog den politiske magt i Bengalen.
- 20. oktober 1774: Alle områderne under Det britiske ostindiske kompagni blev lagt under samme forvaltning.
- 29. marts 1858: Den sidste stormogul blev afsat.
- 2. august 1858: Britisk Indien erstatter Det britiske ostindiske kompagni som forvalter af de britiske interesser i India. Det sker ved vedtagelse af loven Act for the better government of India.
- 28. april 1876: Dronning Victoria udråbes til kejserinde af Indien.
- 15. august 1947: Britisk Indien og de tilhørende indiske stater deltes i to lande, Indien og Pakistan. Desuden bliver Burma og Ceylon (Sri Lanka) selvstændige lande
- 22. juni 1948: Den britiske krone proklamerer formelt, at titlen kejser af Indien afskaffes (tilbagevirkende) fra og med 15. august 1947.
- 26. januar 1950: Det selvstændige Indiens nye grundlov træder i kraft. Britisk Indien afskaffes, og Indien bliver en republik, der er medlem af det britiske statssamfund.
- 26. marts 1971: Bangladesh bliver efter Bangladeshkrigen et selvstændigt land, udskilt fra Pakistan.